# سوزانا همیلتون
سوزانا همیلتون (انگلیسی: Suzanna Hamilton؛ زادهٔ ۸ فوریهٔ ۱۹۶۰) هنرپیشه اهل بریتانیا است. وی از سال ۱۹۷۲ میلادی تاکنون مشغول فعالیت بوده است. از فیلم‌هایی که وی در آن نقش داشته است می‌توان به خارج از آفریقا، هزار و نهصد و هشتاد و چهار، تس و وتربی اشاره کرد.